# Benediktinergymnasium Ettal
Das Benediktinergymnasium Ettal ist eine Klosterschule der Abtei Ettal, die seit 1905 besteht.

## Geschichte
1905 wurde die Klosterschule als königlich bayerische Lateinschule gegründet.
Ab 1938 verbot das NS-Regime der Schule, neue Eingangsklassen zu bilden, so wurde sie allmählich abgebaut. Zum 1. September 1941 wurde sie als klösterliche Einrichtung geschlossen und in ein Deutsches Schulheim umgewandelt. 1945 eröffneten die Benediktiner Gymnasium und Internat wieder.
1955 wurde der Alt-Ettaler Ring gegründet, ein mildtätiger Verein, der aktuelle oder ehemalige Schüler und Mitarbeiter des Ettaler Gymnasiums in Notlagen unterstützt.
Zunächst war es weiterhin eine Internatsschule für Jungen, mittlerweile werden auch externe Schüler und Mädchen aufgenommen. 2005 hatte das Gymnasium 335 externe Schülerinnen und Schüler aus dem Landkreis Garmisch-Partenkirchen und 125 Internatsschüler.
Innerhalb des Internats gab es eine Gruppe der geistlichen Bewegung Gemeinschaft Christlichen Lebens.

## Schwerpunkte
Die Schule ist ein humanistisches Gymnasium mit neusprachlichem Zweig. Das bedeutet, dass man in der fünften Klasse regulär mit Latein und als Pick-Up-Kurs Englisch beginnt, in der sechsten dann Englisch hinzukommt und man in der achten Klasse zwischen Griechisch und Französisch wählen kann. Aufgrund der kirchlichen Prägung hat auch das Fach Religion einen besonderen Stellenwert.

## Internat
Nach der Aufdeckung des systematischen und andauernden Gewalt- und Missbrauchsskandals 2010 sanken die Anmeldungen für das Internat erheblich. 2009 waren noch 13 Fünftklässler neu in das Internat eingetreten, seit damals sanken die Zahlen jedes Jahr, bis zum Schuljahr 2014/15 kein Kind mehr angemeldet wurde. Während der Abt Barnabas Bögle einen Zusammenhang mit dem Missbrauchsskandal bestritt, nannte der Leiter des Internats Frater Gregor Beilhack die Ursache eindeutig und bezeichnete den Bestand des Internats als gefährdet. Im Februar 2021 teilten die Ettaler Benediktiner mit, dass das Bekanntwerden des dort stattgefundenen sexuellen Missbrauchs zu einem starken Rückgang von Schülern bis auf eine Zahl von 30 bis 40 geführt habe, die das Internat besuchten; ein weiterer Grund liege im Ausbau der Ganztagesbetreuung an vielen Schulen. Das Kloster könne den Betrieb zudem personell und finanziell nicht weiter bewältigen. Aus diesen Gründen wurde das Internat zum Ende des Schuljahres 2023/2024 geschlossen.
Anstelle des Internats wird im sogenannten Tagesheim ab dem Schuljahr 2024/25 eine Halbtags- sowie eine Ganztagsbetreuung bis 17 Uhr angeboten.

## Gewalt- und Missbrauchsfälle
Im Jahr 2010 wurden in Deutschland zahlreiche Missbrauchsfälle in katholischen Einrichtungen öffentlich bekannt. Dabei gerieten auch das Benediktinergymnasium Ettal und das Klosterinternat in die Berichterstattung.

### Kirchliche Reaktionen
Ende Februar 2010 traten der Abt Barnabas Bögle und der Pater Maurus Kraß, Prior der Abtei und Leiter der Schule, kurzfristig zurück. Die römische Kurie hat als Apostolischen Visitator Altabt Pius Engelbert von Gerleve eingesetzt. Nach Abschluss der Visitation gab Kardinal Franc Rodé im Juli 2010 an, Abt und Prior könne kein Fehlverhalten im Zusammenhang mit den Missbrauchsfällen vorgeworfen werden. Beide könnten in ihre Ämter zurückkehren. Dies geschah am 11. Juli 2010.
Der durch den Erzbischof von München und Freising, Reinhard Marx, am 24. Februar 2010 eingesetzte externe Sonderermittler, Rechtsanwalt Thomas Pfister, hat am 12. April 2010 dem Kloster Ettal und dem Erzbischöflichen Ordinariat München einen zehnseitigen Abschlussbericht mit einem 173 Seiten umfassenden Anhang mit Opferberichten zu den gegen das Kloster erhobenen Vorwürfen vorgelegt. Pfister bestätigte dabei, dass bis etwa 1990 über einen Zeitraum von mehreren Jahrzehnten hinweg hunderte Kinder misshandelt, gequält und teils auch sexuell missbraucht wurden. Gleichzeitig betonte er, das Erziehungskonzept von Schule und Internat habe sich inzwischen grundlegend verbessert.
Unmittelbar nachdem er den Abschlussbericht an das Kloster übersandt hatte, wurde der Sonderermittler durch das Erzbistum München-Freising von seinen Aufgaben entbunden. Damit kam zum einen die Aufklärungsarbeit zum Stillstand, zum anderen gab es einen innerkirchlichen Streit zwischen dem Erzbistum München und Freising und dem Kloster Ettal. „Vor allem streiten sich Kloster und Erzbistum darüber, ob die Bistumsleitung über die Beendigung des Mandats von Sonderermittler Thomas Pfister und die Hinzuziehung eines neuen Juristen informiert war.“ Der Streit zwischen Erzbistum und Kloster setzte sich im Februar 2011 wegen eines anderen Verdachtsfalls fort.
Der neue Sonderermittler Hans-Joachim Jentsch bestätigte am 17. Februar 2011 im Wesentlichen den Bericht seines Vorgängers. Seiner Ankündigung zufolge werde das Kloster Ettal aus Eigenvermögen einen Entschädigungsfonds von mindestens 500.000 Euro für die Opfer von Sexualstraftaten einrichten.

### Zivilrechtliche Folgen
Da laut dem Münchner Anwalt Stephan Lang mehrere von ihm vertretene Missbrauchsopfer den Eindruck haben, das Kloster wolle den Skandal „aussitzen“ und nichts zur Wiedergutmachung tun, geht er mit seinen Mandanten inzwischen juristisch gegen das Kloster vor. Zu diesem Zweck wurde der Verein Ettaler Missbrauchs- und Misshandlungsopfer e. V. gegründet.
Der Pressesprecher des Klosters, Michael Müller, sagte dazu: „[…] Wir stehen in engem Kontakt zum Weißen Ring und haben ein umfangreiches Opferkonzept. Das Kloster steht zu seiner Verantwortung.“ Ebenfalls den Weißen Ring hatte Rechtsanwalt Stephan Lang zitiert, unter anderem mit den Worten: „… erarbeitet meine Kanzlei mit der Opferhilfsorganisation Weißer Ring ein Konzept für einen Runden Tisch.“ Mit Unterstützung durch die Kanzlei wurde dessen Inhalt zwischen dem Weißen Ring und Mitgliedern des Vereins abgestimmt.
Das dementierte der bundesweite Pressesprecher der Organisation, Helmut K. Rüster. Seiner Aussage nach gab es „keine konkreten Kontakte zu der Kanzlei.“ Vielmehr sei die Zusammenarbeit mit dem Kloster Ettal „gut und zielführend“. Dem widersprach ein Vertreter der Kanzlei und verwies auf eine Zusammenarbeit mit dem Verein Ettaler Misshandlungs- und Missbrauchsopfer, die im Mai 2010 begonnen habe.

### Strafrechtliche Aufarbeitung
Am 2. März 2010 wurden polizeiliche Ermittlungen vor Ort in Anwesenheit der Staatsanwaltschaft durchgeführt.
Im Mai 2010 verurteilte das Amtsgericht Garmisch-Partenkirchen einen Pater des Klosters rechtskräftig zu einer fünfmonatigen Bewährungsstrafe wegen des Besitzes von Kinder- und Jugendpornografie.
2014 bereitete das Oberlandesgericht München einen Prozess gegen einen Pater vor, gegen den Missbrauchsvorwürfe erhoben wurden. Das Strafverfahren zu 21 Fällen zwischen 2001 und 2005 dauerte bis zum 11. März 2015 an und endete mit der Verurteilung des damaligen Internatspräfekten zu einer Bewährungsstrafe von 22 Monaten, ausgesetzt für vier Jahre. Das Landgericht München II untersagte dem Priester den weiteren beruflichen Umgang mit Kindern und Jugendlichen und erlegte ihm eine ambulante Sexualtherapie auf. Am 4. August 2016 wurde beim Landgericht München II ein weiteres Verfahren gegen den Pater wegen sexuellen Missbrauchs von Kindern in einem anderen Fall eröffnet. Die Verteidigung kündigte ein umfassendes Geständnis an. Am 10. August 2016 wurde der Priester in erster Instanz zu einer Freiheitsstrafe von sieben Jahren verurteilt. Das Urteil aus dem Jahr 2015 war darin einbezogen.

### Studie 2013
Am 7. März 2013 wurden die Ergebnisse einer 150-seitigen Studie des Münchner sozialwissenschaftlichen Instituts für Praxisforschung und Projektberatung (IPP) und des Sozialpsychologen Heiner Keupp der Öffentlichkeit vorgestellt. Die vom Kloster selbst in Auftrag gegebene Studie trägt den Titel Sexueller Missbrauch, psychische und körperliche Gewalt im Internat des Benediktinerklosters Ettal: Individuelle Folgen und organisatorisch-strukturelle Hintergründe.
Laut der Studie waren Misshandlungen und sexuelle Übergriffe im Klosterinternat Ettal bis in die 1990er-Jahre Teil eines „Systems der Unterdrückung“ und der Gewalt. Die Mönche hätten die Schüler „durch Selektion und schmerzvolle Bestrafung der Leistungsschwachen“ geformt, heißt es in der Studie. Körperliche Züchtigungen seien „gezielt als pädagogisches Mittel eingesetzt“ worden. Die Heftigkeit der Gewalt lasse keinen anderen Schluss zu, als dass „Formen Schwarzer Pädagogik“ geherrscht hätten. Die Täter hätten „entweder die Kontrolle über ihre Affekte verloren oder auf der Basis sadistischer Motivation“ gehandelt.
Gleichzeitig vermisst die Studie Einsicht bei den Tätern: „Eine wirkliche Reue der Täter steht aus.“ Im Bayerischen Fernsehen beschwerte sich zum Beispiel der ehemalige Ettaler Internatsdirektor Pater Angelus Waldstein, dass nun alles in einen Topf geworfen werde, es handle sich doch nur um „einzelne Fälle, die diesem und jenem Schüler auch in Erinnerung sein mögen“.

## Schulleiter seit 1945
- Stephan Schaller OSB (1945–1979)
- Raphael Lang OSB (1979–1984)
- Angelus Waldstein OSB (1984–1997)
- Maurus Kraß OSB (1997–2010)
- Wolf Rall (kommissarisch) (2010–2011)
- Maurus Kraß OSB (2011–2012)
- Hubert Hering (ab 2012)

## Internatsleiter seit 1945
- Stephan Schaller OSB (1945–1950)
- Athanasius Kalff OSB (1950–1964)
- Bernhard Stoeckle OSB (1964–1969)
- Godehard Ibscher OSB (1969–1977)
- Gabriel Heuser OSB (1977–1981)
- Angelus Waldstein OSB (1981–1984)
- Rupert Sarach OSB (1984–1990)
- Paulus Koci OSB (1990–2006)
- Thomas Neumann OSB (2006–2013)
- Gregor Beilhack OSB (ab 2013)

## Bekannte Alt-Ettaler
- Franz von Bayern

Theologen
- Reinhard Pünder (Bischof von Coroatá, Brasilien)
- Angelus Kupfer (34. Abt der Benediktinerabtei Ettal)
- Johannes Maria Hoeck (35. Abt der Benediktinerabtei Ettal)
- Karl Groß (36. Abt der Benediktinerabtei Ettal)
- Thomas Niggl (69. Abt der Benediktinerabtei Weltenburg)
- Barnabas Bögle (38. Abt der Benediktinerabtei Ettal)
- Johannes Albrecht (Cellerar der Benediktinerabtei Ettal 1931–1974)
- Angelus Waldstein (Prior der Benediktinerabtei Ettal 1973–1985)
- Florian Wörner (Weihbischof von Augsburg)
- Richard Schaeffler (deutscher Philosoph und Theologe)
- Bernhard Stoeckle (deutscher Theologe)

Politiker

- Horst Brasch (1922–1989), Kulturpolitiker in der DDR

- Max Streibl (CSU-Politiker und Ministerpräsident von Bayern)
- Clemens Freiherr von Boeselager (deutscher Politiker (CDU))
- Joseph Panholzer (deutscher Jurist und Politiker (BP, BSP))
- Alphons Horten (deutscher Unternehmer und Politiker (CDU))
- Heribert Thallmair (deutscher Politiker (CSU))
- Eugen Freiherr von Redwitz (deutscher Politiker (CSU))
- Wolfgang Gröbl (deutscher Politiker (CSU))
- Peter M. Huber (deutscher Rechtswissenschaftler, ehem. Innenminister von Thüringen (CDU/CSU), Richter des Bundesverfassungsgerichts)
- Christoph Moosbauer (deutscher Politiker (SPD) und ehemaliger Bundestagsabgeordneter)
- Klaus von Dohnanyi (deutscher Politiker (SPD))
- Max Zwicknagl (deutscher Unternehmer und Politiker (BVP, CSU))
- Hippolyt Freiherr Poschinger von Frauenau (deutscher Unternehmer, Forstwirt und Politiker)
- Konrad Seitz (deutscher Diplomat, deutscher Botschafter in Indien und China)

Künstler
- Eugen Roth (deutscher Dichter und Lyriker)
- Roland Peter Litzenburger (deutscher Grafiker, Maler und Bildhauer)
- Franz Billmayer (deutscher Bildhauer und Professor)
- Ernst Maria Lang (deutscher Architekt und Karikaturist)
- Placidus von Camerloher (deutscher Komponist)
- Markus Zwink (deutscher Komponist und Dirigent)
- Christian Stückl (deutscher Theaterintendant und Regisseur)
- Ken Duken (deutscher Filmschauspieler)
- Robert Joseph Bartl (deutscher Schauspieler)
- Till Firit (deutscher Schauspieler)
- Gabriel Raab (deutscher Schauspieler)
- Franz Josef Breuer (deutscher Komponist)

Wissenschaftler
- Otmar Seidl (deutscher Arzt für Innere Medizin, Psychoanalyse und Soziologie)
- Wolfgang Speyer (österreichischer Altphilologe und Religionshistoriker)
- Gerhard Berz (deutscher Geowissenschaftler)
- Engelbert Plaßmann (deutscher Bibliothekswissenschaftler)
- Stefan Hiller (deutscher Archäologe)
- Christoph Daxelmüller (deutscher Ethnologe)
- Jon Baumhauer (deutscher Kinderpsychologe und Unternehmer)
- Gosbert Schüßler (deutscher Kunstwissenschaftler)
- Bernhard Blanke (deutscher Politikwissenschaftler)
- Tilman Butz (deutscher Physiker)
- Thomas Thurn-Albrecht (deutscher Physiker)
- Stephan Bierling (deutscher Historiker)

Unternehmer
- Adalbert Frey (deutscher Unternehmer)
- Hans H. Moll (deutscher Ingenieur und Manager)
- Jobst Freiherr von Schirnding (deutscher Bankdirektor)

Sportler
- Michael Pössinger (Weltmeister im Bobfahren)

Journalisten
- Gernot Bauer (deutscher Sportjournalist)